# Plutodes costatus
Plutodes costatus är en fjärilsart som beskrevs av Butler 1886. Plutodes costatus ingår i släktet Plutodes och familjen mätare. Inga underarter finns listade i Catalogue of Life.

## Bildgalleri

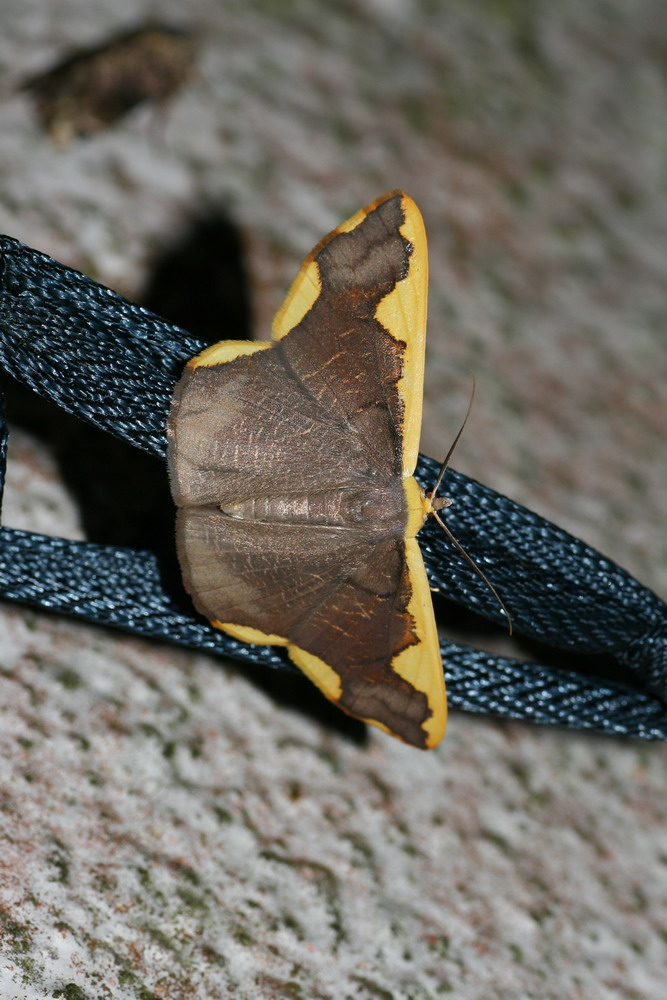